# Pieter Boddaert
Pieter Boddaert (Middelburg, ca.1730 — 6 de Maio de 1795) foi um naturalista dos Países Baixos.
O seu pai, também chamado Pieter Boddaert, foi um jurista e um poeta. Boddaert estudou na Universidade de Utrecht e graduou-se em 1764. Após a obtenção do seu grau, passou a ensinar História Natural na mesma instituição.
Entre 1768 e 1775, Boddaert manteve uma correspondência com o naturalista sueco Lineu, da qual sobrevivem quinze cartas.
Em 1785, Boddaert publicou o livro Elenchus Animalium, que inclui diversas primeiras descrições científicas de espécies. Boddaert aplicou o sistema binomial de nomenclatura binomial no seu trabalho e baptizou diversas espécies de aves e mamíferos.